# أليكس (ماينكرافت)
أليكس (ماينكرافت) (بالإنجليزية: Alex) هي شخصية خيالية في لعبة ماينكرافت وإحدى الشخصيات الرئيسية فيها. أبتكرها ماركوس بيرسون، وهي إحدى الشخصيات التي يمكن أن يلعب بها اللاعبون في ماينكرافت إلى جانب ستيف.